# Half-Minute Hero: The Second Coming
Half-Minute Hero: The Second Coming (勇者30 II Yūsha Sanjū II, littéralement « Héros 30 II ») est un jeu vidéo de type action-RPG développé par Opus et édité par Marvelous Entertainment, sorti en 2011 sur PlayStation Portable puis sur Windows en 2014. Il s'agit e la suite de Half-Minute Hero.

## Accueil critique
- Jeuxvideo.com : 15/20[1]